# Primera Liga de Croacia 2009-10
La Prva HNL 2009-10 es la decimonovena edición de la Primera División de Croacia, desde su establecimiento en 1992. El torneo dio inicio el 24 de julio de 2009 y finalizó el 26 de mayo de 2010. El Dinamo Zagreb es el defensor del título.
Para esta temporada aumentó el número de clubes de 12 a 16 por lo que se sumaron cuatro clubes provenientes de la 2. HNL estos son 
NK Karlovac, Lokomotiva Zagreb, NK Istra 1961 y Međimurje Čakovec, se jugaron dos ruedas con un total de 30 partidos a disputar por club.
El Dinamo de Zagreb, campeón defensor durante 4 temporadas, ganó la competición nuevamente al acabar en la cima de la clasificación final con 4 puntos de ventaja sobre Hajduk Split y 5 sobre el Cibalia Vinkovci. Este es el 12.º título de Liga en la historia del club.

## Clubes y Estadios
| Club                 | Ciudad     | Estadio                  | Capacidad |
| -------------------- | ---------- | ------------------------ | --------- |
| Cibalia              | Vinkovci   | Stadion Cibalia          | 9,920     |
| NK Croatia Sesvete   | Sesvete    | Stadion ŠRC Sesvete      | 3,500     |
| Inter Zaprešić       | Zaprešić   | Stadion ŠRC Zaprešić     | 4,528     |
| NK Zagreb            | Zagreb     | Stadion Kranjčevićeva    | 8,850     |
| NK Lokomotiva Zagreb | Zagreb     | Stadion Maksimir         | 37,168    |
| HNK Rijeka           | Rijeka     | Stadion Kantrida         | 10,275    |
| Hajduk Split         | Split      | Stadion Poljud           | 35,000    |
| Varteks Varaždin     | Varaždin   | Stadion Anđelko Herjavec | 10,800    |
| Dinamo Zagreb        | Zagreb     | Stadion Maksimir         | 37,168    |
| NK Osijek            | Osijek     | Stadion Gradski vrt      | 19,500    |
| Slaven Belupo        | Koprivnica | Gradski stadion          | 4,000     |
| HNK Šibenik          | Šibenik    | Stadion Šubićevac        | 8,000     |
| NK Zadar             | Zadar      | Stadion Stanovi          | 5,860     |
| Karlovac             | Karlovac   | Branko Čavlović-Čavlek   | 12,000    |
| Međimurje            | Čakovec    | SRC Mladost              | 8,000     |
| Istra 1961           | Pula       | Stadion Veruda           | 3,000     |

## Clasificación final
|     |     | Equipo                | PJ | PG | PE | PP | GF | GC | DG  | PTS |
| --- | --- | --------------------- | -- | -- | -- | -- | -- | -- | --- | --- |
| UCL | 1.  | Dinamo Zagreb         | 30 | 18 | 8  | 4  | 70 | 20 | +50 | 62  |
| UEL | 2.  | Hajduk Split          | 30 | 17 | 7  | 6  | 50 | 21 | +29 | 58  |
| UEL | 3.  | Cibalia Vinkovci      | 30 | 16 | 9  | 5  | 46 | 20 | +26 | 57  |
| UEL | 4.  | HNK Šibenik           | 30 | 14 | 8  | 8  | 34 | 37 | -3  | 50  |
|     | 5.  | NK Osijek             | 30 | 13 | 8  | 9  | 49 | 36 | +13 | 47  |
|     | 6.  | NK Karlovac (A)       | 30 | 12 | 11 | 7  | 32 | 23 | +9  | 47  |
|     | 7.  | Slaven Belupo         | 30 | 11 | 10 | 9  | 44 | 45 | -1  | 43  |
|     | 8.  | Lokomotiva Zagreb (A) | 30 | 12 | 6  | 12 | 35 | 38 | -3  | 42  |
|     | 9.  | HNK Rijeka            | 30 | 10 | 10 | 10 | 49 | 44 | +5  | 40  |
|     | 10. | Varteks Varaždin      | 30 | 9  | 9  | 12 | 36 | 43 | -7  | 36  |
|     | 11. | NK Istra 1961 (A)     | 30 | 9  | 8  | 13 | 31 | 40 | -9  | 35  |
|     | 12. | NK Zadar              | 30 | 9  | 7  | 14 | 27 | 41 | -14 | 34  |
|     | 13. | Inter Zaprešic        | 30 | 10 | 3  | 17 | 36 | 50 | -14 | 33  |
|     | 14. | NK Zagreb             | 30 | 9  | 6  | 15 | 43 | 49 | -6  | 33  |
|     | 15. | Međimurje Čakovec (A) | 30 | 8  | 5  | 17 | 37 | 61 | -24 | 29  |
|     | 16. | Croatia Sesvete       | 30 | 3  | 5  | 22 | 30 | 81 | -51 | 14  |

- (A) : Ascendido la temporada anterior.

| UCL | Campeón y clasifica a la Liga de Campeones de la UEFA 2010-11. |
| UEL | Clasificación a la Liga Europea de la UEFA 2010-11.            |
|     | Descenso a Druga HNL 2010/11.                                  |

## Máximos Goleadores
| Jugador         | Club              | Goles |
| --------------- | ----------------- | ----- |
| Davor Vugrinec  | NK Zagreb         | 18    |
| Senijad Ibričić | Hajduk Split      | 17    |
| Asim Šehić      | Istra 1961        | 15    |
| Nino Bule       | Lokomotiva Zagreb | 14    |
| Mario Mandžukić | Dinamo Zagreb     | 14    |
| Bojan Golubović | Međimurje         | 13    |
| Pedro Morales   | Dinamo Zagreb     | 13    |
| Milan Badelj    | Dinamo Zagreb     | 11    |
| Miljenko Mumlek | Varteks Varaždin  | 11    |
| Ermin Zec       | HNK Šibenik       | 11    |

- Fuente: www.hrnogomet.com